# Cesare Turco
Cesare Turco (Ischitella, 1510 – Napoli, 1560) è stato un pittore italiano.
Nacque in Capitanata e imparò a dipingere, prima da Giovanni Antonio d'Amato, poi da Andrea Sabatini; studiando le opere del Perugino. Dipinse a Napoli chiese ed edifici.
Nella chiesa di Santa Maria delle Grazie presso le mura, nella prima cappella dipinse Il Battesimo di Nostro Signore, nella chiesa delle Monache del Gesù presso la porta della città, detta di san Gennaro, vi è una tavola della Circoncisione; nella chiesa di Santa Marta dipinse La resurrezione di Lazzaro sull'altare maggiore, questa pittura sparì nei tumulti popolari, suscitati da Masaniello. Morì a Napoli nel 1560, a cinquant'anni.